# De Marathon (film)
De Marathon is een Nederlandse film uit 2012 onder regie van Diederick Koopal. Martin van Waardenberg en Gerard Meuldijk debuteerden hiermee als scenarioschrijvers. De film ging op 15 oktober 2012 in première. Tijdens het Nederlands Film Festival van 2013 kreeg de film de Publieksprijs en de Prijs van de Nederlandse filmkritiek.

## Synopsis
Automonteur Gerard bestiert in Rotterdam zijn eigen autogarage. Samen met zijn vrienden Kees, Nico en Leo zorgt hij voor de dagelijkse gang van zaken. In de praktijk komt dit erop neer dat de vier zich vooral bezighouden met het vertellen van stoere verhalen, grappen maken en klaverjassen, terwijl alleen automonteur Youssoef zich echt met het repareren van auto's bezighoudt. Hoewel ze het elkaar niet vertellen, kampen de vier vrienden privé elk met een probleem. Zo durft Nico er niet voor uit te komen dat hij eigenlijk op mannen valt, negeert Leo tegen beter weten in de tekenen dat zijn vriendin Anita nog steeds actief is als prostituee en gaat Kees gebukt onder de leefregels die zijn strenggelovige vrouw Jolanda hem thuis vanuit haar geloof oplegt. Gerard zelf krijgt tijdens een bezoek aan het ziekenhuis te horen dat hij lijdt aan terminale slokdarmkanker en minder dan een jaar te leven heeft. Ook dit weigert hij aan iemand te vertellen, ook niet aan zijn vrouw Lenie ('Leentje') en ontsporende puberzoon Harry.
Terwijl Nico in de garage op zoek is naar koffiemelk, vindt hij een stapel rekeningen waaruit blijkt dat Gerard een belastingschuld van 40.000 euro heeft. Als hij die niet snel afbetaalt, verliest hij de garage, en de mannen hun baan. Nico vertelt het de anderen en ze besluiten dat er een plan moet worden gemaakt om de zaak te redden. Youssoef brengt de mannen onbedoeld op een idee wanneer hij vertelt dat hij ooit marathons liep en daar duizenden euro's aan sponsoring voor incasseerde. De vier besluiten dat gesponsord de Marathon van Rotterdam lopen dé manier is om de garage te redden. Dit valt alleen nog niet mee. Ten eerste moeten ze een zodanige conditie opbouwen dat ze een dergelijke onderneming aankunnen, terwijl ze nu amper buiten bier (Leo), roken (Kees) en gebak (Gerard) kunnen. Daarnaast lopen de plaatselijke winkeliers allesbehalve warm om de vier te sponsoren. De mannen krijgen Youssoef zover om een afspraak voor ze te regelen met zijn oom Houssein, die ook Youssoef sponsorde in het verleden. Die wil in eerste instantie niet meer dan 500 euro voor ze uittrekken. Hij gaat vervolgens wel in op het voorstel dat Gerard hem doet: wanneer de monteurs alle vier de marathon uitlopen, betaalt Houssein Gerards belastingschuld af. Halen ze het niet, dan krijgt Houssein Gerards garage.
Youssoef wordt aangesteld als trainer en krijgt het zwaar te verduren. De mannen hebben geen conditie, een verkeerde instelling, kunnen niet van drank, sigaretten en gebak afblijven en komen hun afspraken niet na. Youssoef krijgt hier zo genoeg van dat hij ermee wil stoppen. Gerard haalt hem over om toch door te gaan door Youssoef als enige te vertellen over zijn terminale kanker. Het is zijn laatste wens om de garage te behouden en zo zowel zijn familie als zijn vrienden goed achter te laten wanneer hij sterft. Youssoefs pleidooi dat een marathon lopen met kanker gekkenwerk is, wil Gerard niet horen. Hij wil één keer iets bereiken in zijn leven en dit is zijn laatste kans daarvoor.
Met harde woorden en een confrontatie met de consequenties als ze het laten afweten, krijgt Youssoef de mannen zover om serieus aan het trainen te slaan. Drank, tabak en gebak laten ze nu wel staan. Wanneer de dag van de Marathon van Rotterdam aanbreekt, hebben ze een serieuze kans om die uit te lopen. Nico, Kees en Leo komen als eersten van de vier over de streep. Hoewel het zondag is en daarom eigenlijk 'de dag van God', staat zelfs Kees' vrouw Jolanda uiteindelijk langs de kant om hem aan te moedigen. Wanneer Gerard de finishlijn nadert, gaat het mis. Hij stort 300 meter voor de streep in elkaar en overlijdt. De doktoren in het ziekenhuis kunnen hem niet meer redden. Daar komt ook zijn slokdarmkanker aan het licht. Youssoef onthult dat hij hiervan wist en dat het uitlopen van de marathon om de garage te redden Gerards laatste wens was. De vier besluiten hierop om Gerards dode lichaam het ziekenhuis uit te smokkelen. Ze brengen hem vervolgens naar het parcours van de Marathon van Rotterdam en duwen hem in een rolstoel de laatste 300 meter naar de finishlijn en erover. 'Hij' heeft het alsnog gehaald. Zijn medaille ontvangt hij postuum en wordt bij zijn urn gehangen.

### Epiloog
Youssoefs oom Houssein heeft de garage niet opgeëist. De vier overgebleven mannen 'werken' er nog steeds. Youssoef is nu de vierde klaverjasspeler aan tafel, terwijl Harry onder de brug aan een auto sleutelt. Leentje voert de mannen nu het gebak dat ze haar man altijd bracht.

## Productie
Martin van Waardenberg en Gerard Meuldijk bedachten het verhaal van De Marathon rond 2002, maar op dat moment was er geen budget voor. Op 17 april 2012 werd in De Wereld Draait Door bekendgemaakt dat reclameman Diederick Koopal De Marathon ging verfilmen. De eerste draaidag zat er op dat moment al op en de eerste beelden werden in de uitzending vertoond. Tevens werd in de uitzending bekendgemaakt dat Stefan de Walle, Martin van Waardenberg, Frank Lammers, Marcel Hensema en Mimoun Oaïssa de hoofdrollen spelen.
Op 15 april 2012 was de eerste draaidag, tijdens de Marathon van Rotterdam. Gedurende de opnames is er regelmatig gelopen door de acteurs. Op 3 mei 2012 werd de rest van de cast bekendgemaakt, waaronder Herman den Blijker, Georgina Verbaan, Ariane Schluter, Annet Malherbe, Loes Luca en Cynthia Abma. Andere rollen gingen naar Dragan Bakema, Manuel Broekman, Martijn Lakemeier, Jaap Spijkers, Lee Towers, Aat Ceelen en John Buijsman.
De garageshots zijn opgenomen in de bekende Rotterdamse garage "Garvak" aan de Soetendaalsekade te Rotterdam. De garage is gedurende de opnames drie weken omgebouwd tot filmset.

## Rolverdeling
- Stefan de Walle – Gerard Grooteboer
- Frank Lammers – Kees de Bree
- Marcel Hensema – Nico Witteveen
- Martin van Waardenberg – Leo
- Mimoun Oaïssa – Youssoef
- Ariane Schluter – Lenie
- Cynthia Abma – Jolanda
- Georgina Verbaan – Anita
- Loes Luca – Hannie
- Annet Malherbe – Nel
- Aat Ceelen – Herman
- Manuel Broekman – Ken
- Martijn Lakemeier – Harry Grooteboer
- Herman den Blijker – Herman den Blijker
- Mahjoub Benmoussa – oom Houssein
- René van Beeten – volkszanger
- Nanette Drazic – prostituee
- John Buijsman – Joop
- Fred van der Hilst – dominee
- Maxim Hartman – verslaggever

## Trivia
- De cast van De Marathon was aanwezig bij het Sportgala 2012 voor de uitreiking van de prijs sportploeg van het jaar. Zij overhandigden die aan de hockeysters van Oranje.
- De film werd genomineerd als beste film en Stefan de Walle als beste acteur bij de Rembrandt Awards 2013.
- Voor Frank Lammers was het de tweede keer dat hij voor tv-opnames de marathon van Rotterdam (deels) liep. Hij liep die ook als Berrie voor de aflevering 'de langste adem' in het derde seizoen van de televisieserie All Stars.
- In januari 2017 is het scenario van de garage uit de film werkelijkheid geworden. Koos van Staveren, de eigenaar van de garage Garvak, waar de film werd opgenomen, heeft ook in het echt kanker en de garage dreigt nu ook in werkelijkheid failliet te gaan door een belastingschuld. Anders dan in de film wordt niet de Marathon van Rotterdam gelopen om de garage te redden, maar wordt hiervoor in de nieuwe bioscoop KINO een benefietavond gehouden, waarbij de film tweemaal wordt vertoond.[4][5]
- Op 17 maart 2017 ging De Marathon in première als musicalbewerking van de film.
- Van de film is ook een Duitse versie gemaakt onder de titel Die Werkstatthelten. In deze versie wordt echter niet de Marathon van Rotterdam, maar de Marathon van Berlijn gelopen om de garage van de ondergang te redden.[6]